# Villamaría
Villamaría – miasto w Kolumbii, w departamencie Caldas.